# Aleksiej Czirikow
Aleksiej Iljicz Czirikow (ros. Алексе́й Ильи́ч Чи́риков, ur. 13 grudnia?/24 grudnia 1703 w Łużnoje, obwód tulski, zm. 24 maja?/4 czerwca 1748 w Moskwie) – rosyjski nawigator i kapitan morski (kapitan-komandor od 1747), uczestnik wypraw i badacz Aleutów, Kamczatki i północnej części Oceanu Spokojnego. Uczestniczył w 1. i 2. kamczackiej ekspedycji Vitusa Beringa (1725 – 1730 i 1733 – 1741).

## Życie zawodowe
W 1715 Czirikow ukończył Moskiewską Szkołę Nawigacji, a następnie został absolwentem Akademii Marynarki Wojennej w Petersburgu (1721). Skierowano go na służbę do Floty Bałtyckiej. W 1722 wrócił do Akademii Marynarki Wojennej, jako nauczyciel nawigacji. W 1725 awansowany do stopnia porucznika i wysłany, jako asystent Vitusa Beringa na 1. wyprawę kamczacką. W drodze ustalił 28 punktów astronomicznych, co znacząco ułatwiło dalsze poznanie Syberii. Na statku Święty Gabriel wypłynął z ujścia rzeki Kamczatki, celem odnalezienia cieśniny między Azją, a Ameryką Północną. Od 1733 jeden z dowódców 2. wyprawy kamczackiej. Dotarł wtedy do północno-zachodniego wybrzeża Ameryki (Alaska), a także odkrył i naniósł na mapy wiele z Wysp Aleuckich. Od 1746 dyrektor Akademii Marynarki Wojennej w Petersburgu. 7 września 1747 otrzymał stopień kapitana i przeniesienie do Moskwy, gdzie prowadził Biuro Admiralicji. Niedługo po tym zmarł na gruźlicę i w wyniku długoletniego działania szkorbutu.

## Życie prywatne
Aleksiej Czirikow miał żonę i dwóch synów oraz trzy córki.

## Upamiętnienie
Imieniem odkrywcy nazwano:
- przylądek na wyspie Kiusiu (Japonia)
- przylądek w Zatoce Anadyrskiej (Rosja)
- przylądek w Zatoce Taujskiej (Taujska Warga) na Morzu Ochockim (Rosja)
- przylądek na wyspie Attu (wschodnie Aleuty, Wyspy Bliskie, USA)
- Wyspę Czirikowa na Zatoce Alaska (USA)
- podwodną górę na Oceanie Spokojnym.
- drugi z serii lodołamaczy typu Bering

W Pietropawłowsku Kamczackim zbudowano pomnik Aleksieja Czirikowa.